# Chevrolet Greenbrier
Назва Chevrolet Greenbrier була використана Chevrolet для двох автомобілів. Перші транспортні засоби були версією фургона Corvair 95 із 6-9 пасажирськими вікнами. Серія Corvair 95 також включала пікап Loadside і пікап Rampside, які мали рампу в середині кузова з правого боку. Усі вони використовували трансмісію Corvair у кузові вантажівки та випускалися з 1961 по 1965 модельні роки.
Ім'я Greenbrier було використано вдруге з 1969 по 1972 рік для універсалу Chevelle середнього рівня.

## 1961—1965 Corvair Greenbrier Sportswagon

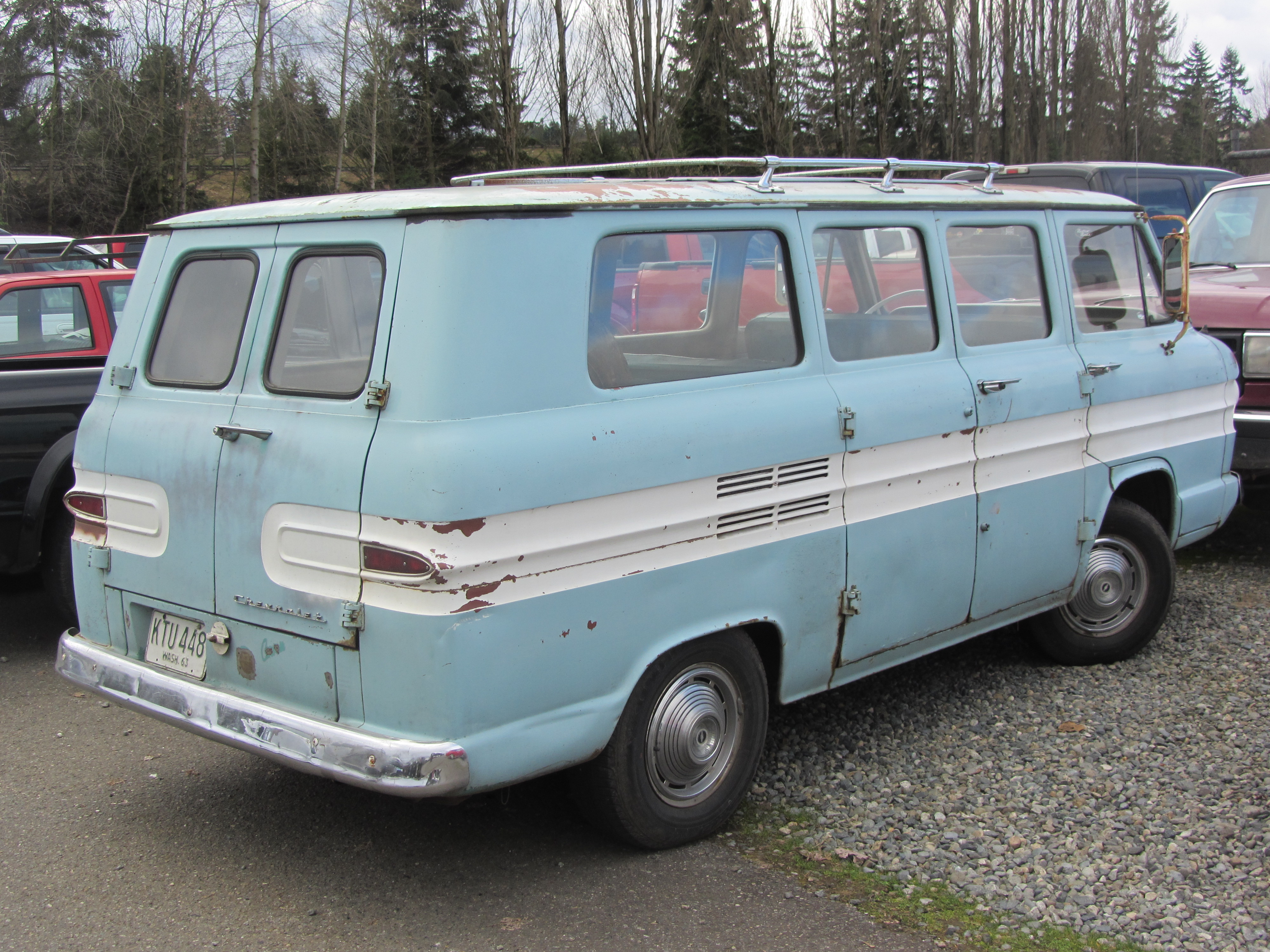

Компанія Chevrolet представила лінійку Corvair для 1960 модельного року як перше з серії поколінь легкових компактних автомобілів. У наступному році Chevrolet представив більш утилітарний стиль автомобіля під маркою «Corvair 95». За зовнішнім виглядом і дизайном транспортні засоби були схожі на конкуруючий Volkswagen Transporter, який, по суті, був схожою на автобус адаптацією Volkswagen Beetle, який переміщав водія через передні колеса (керування вперед), також зазвичай визначається як кабіна над транспортним засобом.

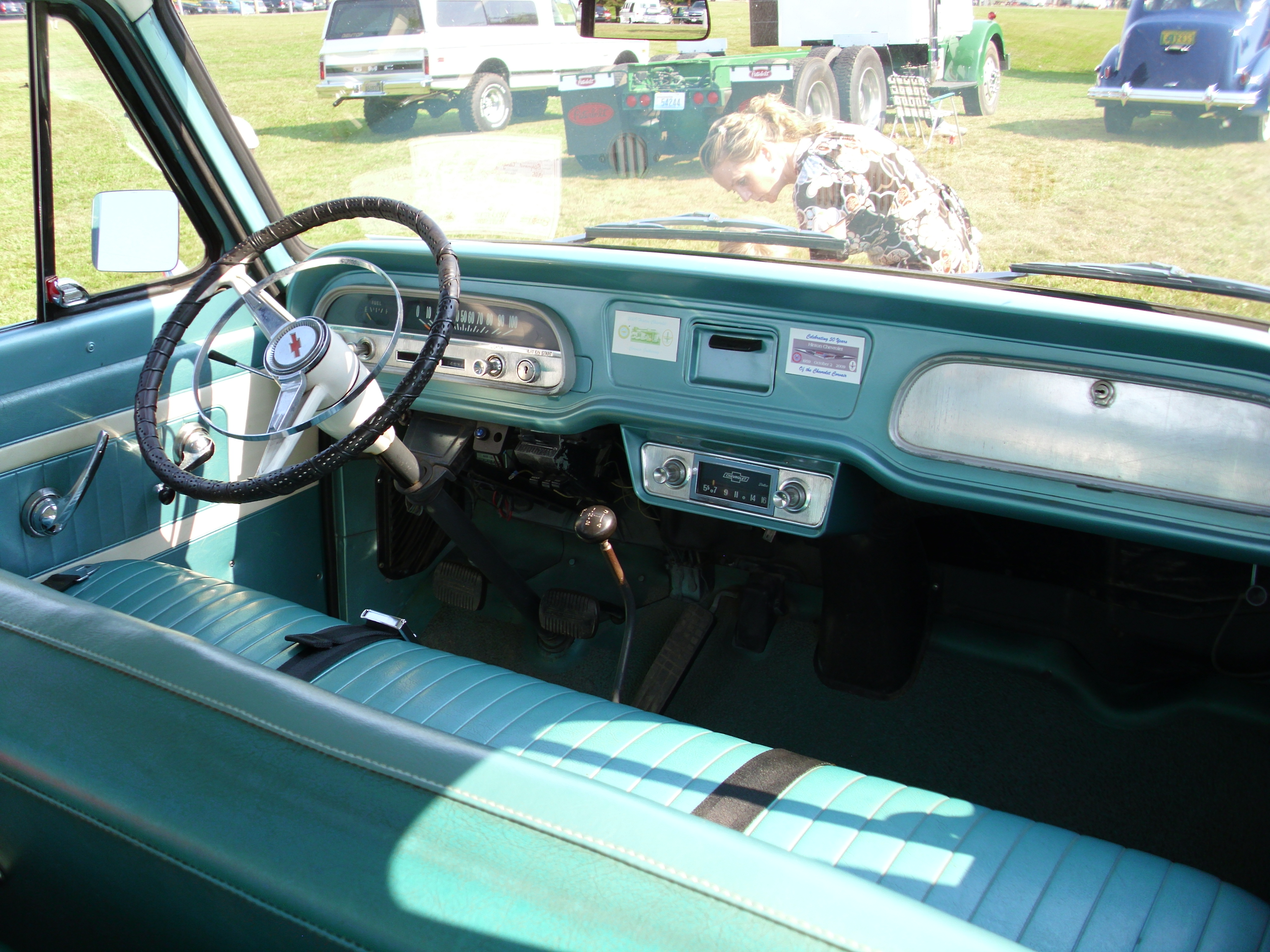

Горизонтально-оппозитний двигун Chevrolet Turbo-Air 6 із повітряним охолодженням був розташований у задній частині автомобіля під трохи піднятою підлогою багажника. Він був схожий за принципом на 4-циліндровий двигун Volkswagen, але незвичний для більшості сучасних автомобілів. Двигун об'ємом 145 куб. дюймів (2375 куб.см) розвивав 80 к.с. (60 кВт) при 4400 об/хв. Об'єм двигуна було збільшено до 164 куб. дюймів (2683 куб.см) для моделі 1964 року, підвищивши потужність до 95 к.с. (71 кВт). На відміну від автомобілів Corvair, Corvair Greenbrier мав колісну базу 95 дюймів (2413 мм), тому їх називали «95». Вони постачалися стандартно з тришвидкісною механічною коробкою передач, але можна було замовити з двошвидкісною автоматичною коробкою передач Corvair Powerglide (на відміну від звичайної Powerglide); зрештою була також доступна чотириступінчаста механічна коробка передач.

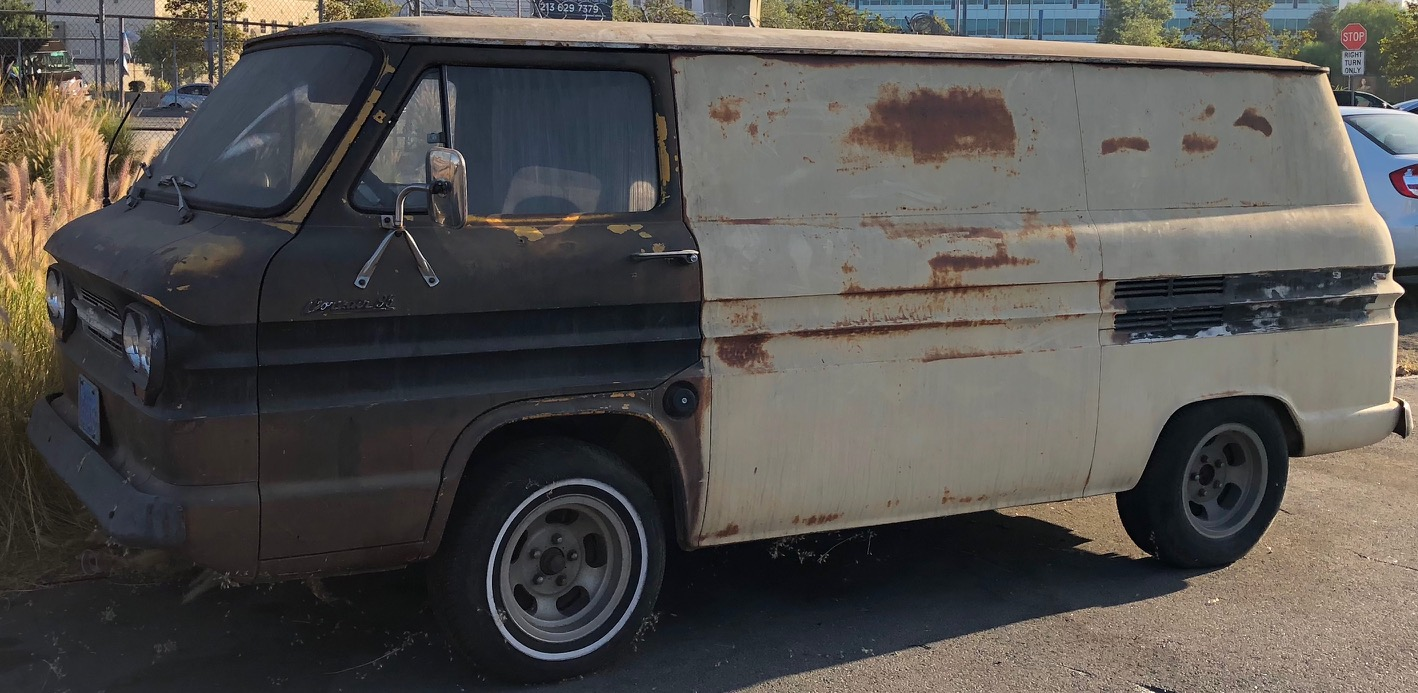

У серії 95 було по суті два різних кузова: фургон і вантажівка. Базовою версією був панельний фургон (Corvan) без бічних і задніх вікон. Фургон отримав назву Greenbrier. Грінбрієр зазвичай мав вікна навколо та шість дверей, хоча варіант був мати вісім дверей, де з обох боків відкривалися подвійні двері. Greenbrier вміщує до дев'яти осіб з доступним місцем третього ряду. У 95-х роках і автомобілях був додатковий обігрівач, який використовував бензин з баку автомобіля. Грінбрієр також мав кемперний варіант.
Вантажівку Corvair можна було замовити як «Loadside» або «Rampside». По суті, Loadside був пікапом зі стандартними дверима багажника. Loadside випускався лише два роки і є найрідкіснішим із Corvair; виробництво склало 2844 у 1961 році та 369 у 1962 році. Rampside мав бічний пандус, який використовувався для завантаження та розвантаження вантажу. Вони були використані телефонною компанією Bell, тому що завантаження та розвантаження кабельних барабанів було спрощено боковою рампою.
Ford і Chrysler представили власні компактні фургони (Ford Econoline і Dodge A100), використовуючи більш звичайний двигун з водяним охолодженням, встановлений між передніми сидіннями. Коли вони стали успішними, General Motors відповіла власною конструкцією, яка розмістила двигун Chevy II у «собачій будці» між та позаду передніх сидінь. Передня конструкція двигуна забезпечила рівну задню підлогу з низькою висотою палуби в задній частині фургона для завантаження/розвантаження вантажу. General Motors припинила виробництво вантажних версій Corvair у 1964 році, і Greenbrier був єдиним Corvair із колісною базою 95 дюймів (2413 мм), що залишився на 1965 рік. Згодом Chevrolet і Volkswagen відмовилися від задньомоторних фургонів на користь звичайних або передньопривідних фургонів. приводу двигунів з водяним охолодженням.
Хоча Greenbriers мали обмежений успіх, пасажирські фургони продовжували розвиватися завдяки повнорозмірним фургонам. Такого ж розміру 7–8 пасажирський автомобіль став успішним сегментом автомобілів до 1980-х років як альтернатива універсалам.

## Двигуни
- 2.4 L Turbo-Air 6 H6
- 2.7 L Turbo-Air H6